# Stakkato
Stakkato är aliaset för en eller flera oidentifierade hackare som misstänks för att från åtminstone december 2003 till maj 2005 ha utfört en samordnad cyberattack mot flera datorsystem tillhörande bland annat USA:s militär, rymdstyrelsen NASA, nätverksföretaget Cisco samt flera akademiska institutioner som Uppsala universitet. Attackerna upptäcktes av den amerikanska federala polisen FBI i maj 2004.
I mars 2005 förhördes en 16-åring från Uppsala som misstänkt för attackerna, sedan den svenska polisen fått uppgifter från FBI. 16-åringen åtalades samtidigt för datorintrång mot Uppsala universitets datorer.